# Albertinebergfiskaal
De albertinebergfiskaal (Laniarius holomelas) is een zangvogel uit de familie Malaconotidae (bosklauwieren). De soort werd vroeger als ondersoort van de bergfiskaal beschouwd. De Nederlandse naam verwijst naar het Albertine Rift in Oost-Afrika.

## Verspreiding en leefgebied
De vogel komt voor in oostelijk Congo-Kinshasa, Oeganda, Rwanda en Burundi. Het leefgebied bestaat uit de ondergroei en bosranden van vochtig, natuurlijk bos in berggebieden tot boven de 3000 meter boven zeeniveau. 

## Status
De grootte van de populatie is niet gekwantificeerd maar de soort wordt omschreven als algemeen. Op de Rode lijst van de IUCN heeft deze soort de status niet bedreigd.